# Ґжензенко
Ґжензенко (пол. Grzęzienko, нім. Weitenhagen Vorwerk) — село в Польщі, у гміні Добра Лобезького повіту Західнопоморського воєводства.